# 彭仕禧
彭仕禧（？年—？年），新津縣人，由嘉慶七年由廩生遵工賑事例加捐訓導，並分發試用，厯署梁山、綦江、眉州、綏定府、崇慶州、太平、邛州、蓬州等學，道光三十年九月署四川順慶府岳池縣訓導。是一位政治人物，明清時曾在四川順慶府岳池縣（位於今四川東北部，武周萬歲通天二年分南充、相如二縣置，是一個千年古縣）擔任官吏。